# Талдибулак (Казигуртський район)
Талдибула́к (каз. Талдыбұлақ) — село у складі Казигуртського району Туркестанської області Казахстану. Входить до складу Сарапхананського сільського округу.
Населення — 440 осіб станом на 2021 рік (404 у 2009, 351 у 1999, 286 у 1989).